# Camber
Camber – wieś w Anglii, w hrabstwie East Sussex, w dystrykcie Rother. Leży 91 km na południowy wschód od Londynu. W 2007 miejscowość liczyła 1229 mieszkańców.